# Revólver pimenteiro

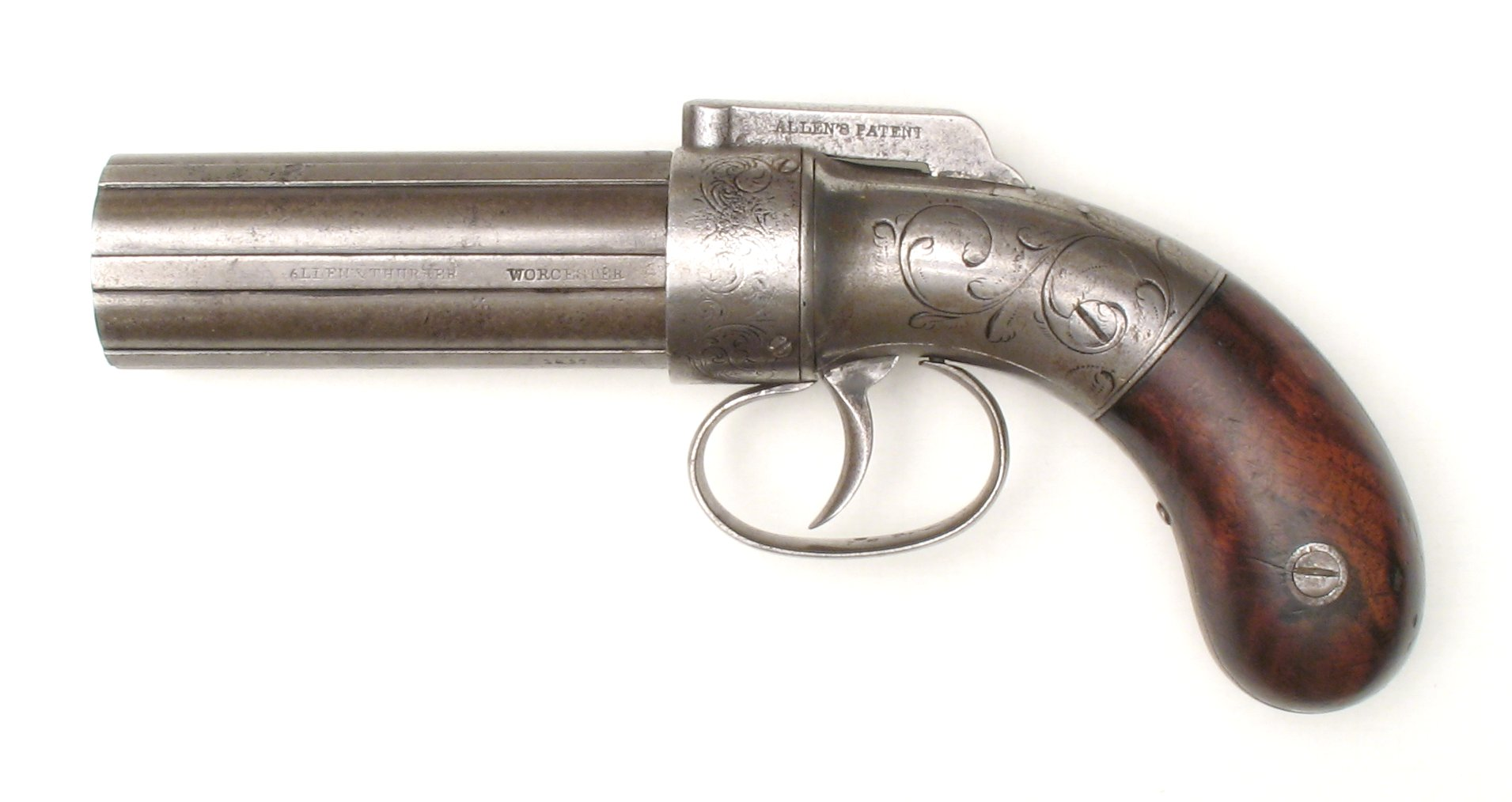
Revólver pimenteiro por Allen & Thurber.

Revólver pimenteiro, derivado do termo "pepper-box" (em inglês), é a designação de uma arma curta de repetição, usada para defesa pessoal, popular no século XIX (década de 1830).
Essas armas, baseadas no sucesso das duas primeiras pistolas de canos rotativos, foram equipadas com três, quatro ou sete canos, esses primeiros "revólveres pimenteiros" eram girados à mão.
Consistia em um revólver de seis ou oito canos alinhados em torno de um eixo central, que podiam ser disparados de uma só vez ou em série. Na Espanha era chamado também de avispero. Tinham um aspecto semelhante ao moedores de pimenta, daí o nome dado a eles.